# 園田清充
園田 清充（そのだ きよみつ、1919年10月6日 - 1985年9月7日）は、日本の政治家。位階勲等は従三位勲一等、勲章は瑞宝章。国土庁長官（第8代）、参議院議員（4期）を歴任した。

## 来歴
1919年（大正8年）10月6日、熊本県下益城郡豊野村（現宇城市）にて旧家の長男として出生。1936年（昭和11年）法政大学入学、1940年（昭和15年）に徴兵。
復員後1947年（昭和22年）豊野村農業協同組合長を経て、熊本県議会議員に初当選、熊本県議会議員（4期）18年間県議会に在職。熊本県連幹事長、熊本県議会議長を歴任後、北口龍徳の死去に伴う第6回参議院議員通常選挙熊本地方区補欠選挙で初当選。
農林水産委員会に11年10か月在籍、1970年（昭和45年）2月から1971年（昭和46年）1月にかけて農林水産委員長を務める。1972年（昭和47年）7月第1次田中角栄内閣で農林政務次官、1979年（昭和54年）11月第2次大平内閣で国土庁長官を歴任した。また、自由民主党内においては、政調国土開発調査会北陸地方委員会委員長、政調奄美振興委員会委員長、政調総合農政調査会副会長、国会対策委員会副委員長、政審農林水産部会長、政審公害対策特別委員会委員長、政策審議会会長などを歴任。米価対策協議会メンバー（ベトコン議員）であり、参議院に20年2か月にわたり在籍し、農業の振興とそのための諸施策の拡充に重点を置いた。国土庁長官としては第三次国土調査事業十カ年計画を策定した。
議員在職中の1985年（昭和60年）9月7日、肺炎のため、熊本県菊池郡西合志町の国立療養所再春荘病院（現：国立病院機構熊本再春医療センター）で死去した。同月13日、特旨を以て位記を追賜され、死没日付をもって従三位勲一等に叙され、瑞宝大綬章を追贈された。哀悼演説は同年10月17日、参議院本会議で成相善十により行われた。
園田の死去に伴う欠員補充の補欠選挙は同年10月20日に執行され、自民党が後継候補として擁立した元郵政事務次官の守住有信が当選している。
著書に1974年1月出版の 「明日のある農業 大衆の農政」がある。

## 年譜
- 1936年（昭和11年） - 法政大学入学
- 1939年（昭和14年） - 法政大学法学部中退
- 1940年（昭和15年） - 徴兵
- 1947年（昭和22年） - 豊野村農業協同組合長、熊本県議会議員（初当選）
- 1956年（昭和31年） - 自由民主党初代熊本県連幹事長
- 1963年（昭和38年）5月 - 第39代熊本県議会議長
- 1965年（昭和40年）7月18日 - 第6回参議院議員通常選挙熊本地方区補欠選挙で初当選
- 1968年（昭和43年）7月7日 - 第8回参議院議員通常選挙当選（2期目）
- 1970年（昭和45年）2月14日 - 参議院農林水産委員会委員長に就任[6]
- 1971年（昭和46年）1月28日 - 参議院農林水産委員会委員長を辞任[7]
- 1972年（昭和47年）7月7日- 第1次田中角栄内閣で農林政務次官に就任
- 1974年（昭和49年）7月7日 - 第10回参議院議員通常選挙当選（3期目）
- 1979年（昭和54年）11月9日 - 第2次大平内閣で国土庁長官に就任[1]
- 1980年（昭和55年）6月22日 - 第12回参議院議員通常選挙当選（4期目）
- 1985年（昭和60年）9月7日 - 死去、65歳。

## 著書
- 「明日のある農業 大衆の農政」[5]